# Andrew Bennie
Andrew David Bennie  (ur. 18 sierpnia 1956 w Auckland), nowozelandzki jeździec sportowy. Brązowy medalista olimpijski z Seulu.
Zawody w 1988 były jego drugimi igrzyskami olimpijskimi, wcześniej brał udział w IO 84. Startował we Wszechstronnym Konkursie Konia Wierzchowego, brązowy medal zdobył w konkursie drużynowym na koniu Grayshott. Indywidualnie zajął dwudzieste miejsce. Nowozelandzką drużynę uzupełniali Mark Todd, Margaret Knighton i Tinks Pottinger.